# Gününa-këna
El gününa-këna ((a vegades anomenat pueltxe) (autoglotònim: gününa yajïč /gɨnɨn a jaxəč/ o gününa iajëch) fou parlada pels gününa-këna (a vegades anomenats pueltxes), un poble nòmada de l'actual Patagònia argentina i les valls muntanyenques del sud de Xile.
Des d'un punt de vista filogenètic, no s'ha pogut establir un parentiu completament clar amb cap altra família, per la qual cosa sovint es considera com una llengua aïllada, encara que es conjectura que podria estar relacionada amb les llengües chon parlades per grups veïns, com els tehueltxes o patagons.

## Història
Els gününa-këna (gennaken, puelche, pampa, chewelche, tehuelhet, gününa küne, chulila küne) van ocupar especialment els marges dels grans rius del nord patagó, i es van estendre pels territoris al nord del Chubut fins a la província de Río Negro, incursionando contínuament pel sud i fins i tot el centre de l'actual província de Buenos Aires i pel sud-est de la província de la Pampa.
Pròxims a la seva extinció com grup ètnic, vivien en comunitats aïllades i disperses, principalment en la conca mitjana i superior del riu Negro i en la del Limay. El límit sud el constituiria el riu Senguerr, només ocasionalment aconseguit pels gününa-këna. Cap a l'est, mai van arribar a la mar.
L'àrea geogràfica pròpia dels gününa-këna es va anar reduint constantment, després de l'època de les missions jesuítiques en què van anar abandonant les zones situades al nord de la conca del riu Negre.
Els últims parlants van desaparèixer cap a 1960. Alguns dels seus descendents viuen dedicats a la cria de cabres al centre-nord de la província del Chubut. En la dècada de 1950 Rodolfo Casamiquela va recollir un vocabulari, al costat de cançons i oracions en aquesta llengua, obtingut d'alguns ancians pueltxes, que és una de les bases del coneixement actual de l'idioma,al costat de diversos vocabularis breus recollits per viatgers europeus en els segles XVIII i XIX i al vocabulari recollit per l'investigador Roberto Lehmann-Nitsche a començaments del segle xx.
El mapudungun que es parla a l'altiplà de Somuncurá (Río Negro i Chubut) té substrat pueltxe, perquè els seus parlants descendeixen de gününa-këna maputxitzats. Aquest substrat es fa evident en la pronunciació d'algunes consonants i en uns pocs elements lèxics

## Parentiu
Encara que el percentatge de lèxic entre el puelche i el tehuelche no excedeix l'11% existeixen evidències gramaticals i lèxiques per a sostenir que el puelche és l'únic representant d'una branca septentrional associada a la resta de llengües chon. Casamiquela l'associa als idiomes tehueltxes, però altres autors (com Suárez) ho neguen. Viegas Barros va aportar algunes evidències en favor del parentiu, però l'evidència no és concloent.
A més d'amb els grups chon, s'han proposat relacions amb les llengües dels suposats hets ("pampes antics"). Per exemple, de les llengües dels querandís (que tal vegada eren els taluhets de Thomas Falkner) es coneixen només dues oracions i unes poques paraules registrades per mariners francesos al voltant de 1555. Sobre la base d'aquestes poques dades Viegas Barros (1992) mostra que la llengua dels querandíes podria haver estat emparentada amb la dels gününa-këna. Els propis gününa-këna són els "tehuelhet" de Falkner.

## Fonologia

### Vocals
El puelche posseeix set vocals:
|         | Anterior | Central | Posterior |
| ------- | -------- | ------- | --------- |
| Tancada | i        | i       | o         |
| Mitjana | e        | ə       | o         |
| Oberta  |          | a       |           |

En l'ortografia usada normalment per a la llengua /i/ s'escriu <ü>, mentre que /ə/ s'escriu <ë>.

### Consonants
L'inventari de consonants és el següent:
|                       |              | Labial | Dental | Alveolar | Retro- flexa | Palatal | Velar | Uvular | Glotal |
| --------------------- | ------------ | ------ | ------ | -------- | ------------ | ------- | ----- | ------ | ------ |
| Nasal                 | Nasal        | m      | n      |          |              |         |       |        |        |
| Obstruent no contínua | sorda simple | p      | t      | c        | ʈʂ           | č       | k     | q      | ʔ      |
| Obstruent no contínua | glotalitzada | pʼ     | tʼ     | cʼ       | ʈʂʼ          | čʼ      | kʼ    | qʼ     |        |
| Obstruent no contínua | sorda simple | b      | d      |          |              |         | g     |        |        |
| Fricativa             | Fricativa    |        | s      | ʂʼ, ɬ    |              | š       | x     |        |        |
| Sonorant              | semivocal    |        |        |          |              | j       | w     |        |        |
| Sonorant              | Lateral      |        |        | l        |              | ʎ       |       |        |        |
| Sonorant              | Vibrante     |        | r      |          |              |         |       |        |        |

Els fonemes /c,č/ (= AFI ʦ,ʧ) i /cʼ,čʼ/ òbviament són fonèticament africades, però fonològicament tenen un comportament i distribució equiparable a les oclusives, per ser obstruents no continuants.